# Emesis heterochroa
Emesis heterochroa is een vlindersoort uit de familie van de prachtvlinders (Riodinidae), onderfamilie Riodininae.
Emesis heterochroa werd in 1874 beschreven door Hopffer.